# Shinn Asuka
 (novembre 2022).
Si vous disposez d'ouvrages ou d'articles de référence ou si vous connaissez des sites web de qualité traitant du thème abordé ici, merci de compléter l'article en donnant les références utiles à sa vérifiabilité et en les liant à la section « Notes et références ».
 (mars 2011).
 (mars 2011).
Améliorez-le ou discutez des points à vérifier. 
Shinn Asuka est un personnage issu de la série télévisée japonaise Gundam Seed Destiny.
Shinn est le personnage central de la série Gundam Seed Destiny, ayant perdu ses parents et sa petite sœur dans une explosion lors de l'affrontement entre Kira Yamato et les 3 Earth alliance Gundams lors de Gundam Seed, il se joint a l'armée de Zaft car le combat et la guerre sont les seules choses qu'il lui reste. Il tient énormément au portable de sa petite sœur Mayu. C'est cet objet qui lui a permis de rester en vie lors de la bataille d'Orb. Sa petite sœur l'ayant laissé tomber, il se dévoua pour aller le récupérer. À peine eut-il fait un pas qu'une explosion résonna derrière lui et le projeta plus bas. Lorsqu'il se releva, il découvrit entre autres le bras de sa sœur, déchiqueté. Cet événement l'a horriblement marqué, et au cours de toute la série, on voit régulièrement des flashs montrant cette scène. Il gardera donc toujours serré contre lui ce portable et écoutera aussi assez souvent le répondeur pour entendre la voix de sa sœur qui lui manque. Voulant venger sa famille, il combat avec acharnement, ce qui fait de lui un excellent pilote et l'as du Minerva, vaisseau sur lequel il s'est engagé. Par hasard, il rencontra une « extended », une jolie humaine nommé Stellar, changée en véritable machine de guerre. Cette jeune fille si terrorisée par la mort amène à la pitié et plus tard à l'amour de Shinn, qui se promet de la protéger. Le destin voulut plus tard que Stellar meure, tuée par Kira pilotant le Freedom qui voulait protéger l'Archangel et ses amis. Shinn, complètement abattu, prit la jeune fille dans ses bras qui rendit son dernier souffle en lui disant ces deux mots « je t'aime ». Shinn, malheureux et en colère, se jura d'abattre le Freedom, ce qu'il fit lors d'une bataille. Kira survécut, mais Asran, pensant que son meilleur ami était mort, frappa Shinn et plus tard déserta. Shinn, le prenant pour un traître, eu l'ordre de l'abattre ainsi que Meyrin, la sœur de Lunamaria. Ce qu'il fit... ou pensa faire. Luna, n'en voulant pas a Shinn, chercha au contraire refuge dans ses bras, et ils se rendirent compte de leurs réels sentiments. 
Lors du dernier épisode, il rencontre enfin Kira, pilote qu'il pensait avoir tué. Ce dernier ne lui en veut pas et lui tend la main en lui disant « combattons ensemble ».
Shinn est un personnage qui montre un fort caractère et une grande confiance en lui, mais il est très déstabilisé mentalement, à la suite de la perte de plusieurs êtres chers, qui comptaient énormément pour lui. Ces pertes violentes sont entre autres celles de sa sœur et de Stellar.